# Dia do Patinador
O Dia dos Patinadores, a ser comemorado em 14 de abril, se deve a Holandesa Lidwina, de Schiedam. Nascida no dia 18 de março de 1380, Lidwina foi grande devota à Deus, e aos 15 anos, quando obrigada por seu a pai casar-se, fraturou a costela quando em uma patinação no gelo. Manteve-se durante 39 anos sob os efeitos da queda. Passou por horríveis dores durante todos esses anos, tendo doenças e problemas ao se alimentar. Neste período Lidwina vivia freqüentemente em transes, passou por muitos êxtases e teve visões celestes. Se pudesse ter terminado com seu sofrimento através de uma única oração, ela não o teria feito.
Faleceu no dia 14 de abril de 1433, data na qual é homenageada com o Dia dos Patinadores.
Em 1890 foi aprovada sua veneração religiosa pelo Papa Leão XIII, sendo Santa Ludwina de Schiedam.